# فردریک فون موث
فردریک فون موث (انگلیسی: Frederik Moth; ۱ ژانویهٔ ۱۶۹۴ – ۱۲ اوت ۱۷۴۶) نظامی و سیاستمدار اهل دانمارک بود.